# Xylotrechus ranauensis
Xylotrechus ranauensis là một loài bọ cánh cứng trong họ Cerambycidae.